# Deficiência de folato
Deficiência de folato é uma condição nutricional em que os níveis de ácido fólico (vitamina B9) são insuficientes. Em um adulto saudável deve consumir 5mg/dia de ácido fólico, enquanto um adulto com malabsorção pode necessitar 15mg por dia. O ácido fólico é importante para sintetizar e reparar o DNA. Assim como a deficiência de vitamina B12, resulta em anemia megaloblástica. Em grávidas, o ácido fólico é essencial para a formação do sistema nervoso nos primeiros meses de gravidez.

## Causas
A deficiência de folato pode ocorrer por nutrição inadequada ou aumento da demanda, incluindo:
- Dieta deficiente: inclui dieta pobre em vitaminas, regimes da moda, cozinhar demais os alimentos e anorexia
- Inibidores da absorção do folato (como anticonvulsivantes).
- Malabsorção intestinal: inclui doença celíaca, esprú tropical, malabsorção congênita específica, ressecção jejunal, doença inflamatória intestinal e alcoolismo.
- Mutação SLC46A1, gene que codifica o transportador do folato.

- Aumento da demanda por ácido fólico[3]:
  - Câncer: inclui leucemia, carcinoma e linfoma.
  - Doenças do sangue: inclui anemias hemolíticas, anemia falciforme, talassemia major, mielosclerose crónica).
  - Doenças inflamatórias: por exemplo, doença de Crohn, malária, enterite crônica.
  - Metabólico: por exemplo, homocistinúria.
  - Hemodiálise ou diálise peritoneal.

### Fatores de risco
É mais comum entre idosos, alcoolismo, tabagismo, situações socioeconômicas precárias e pacientes com problemas hepáticos. Sua absorção é inibida por medicamentos como: Fenitoína, Trimetoprim-sulfametoxazol, Metotrexato e Sulfasalazina.

## Sinais e sintomas
Os sintomas da deficiência de folato começam sutis e incluem:
- Fadiga
- Cabelos brancos
- Aftas
- Inchaço da língua
- Retardo no crescimento

Sintomas avançados incluem:
- Anemia megaloblástica, e seus respectivos sintomas (pele pálida, fraqueza, cansaço...).
- Sintomas neurológicos como parestesia, dormência, irritabilidade, depressão, alterações cognitivas e distúrbios visuais.
- Em fetos aumenta o risco de má formação do tubo neural e de transtornos do espectro autista.[4]

## Tratamento
Feijão, lentilhas, frutas cítricas e folhas verde-escuro são boas fontes de folato. Suplementos e cereais fortificados são uma alternativa. Cozinhar no vapor ajuda a preservar a vitamina.